# Étienne Brossard
Pour les articles homonymes, voir Brossard.
Étienne Brossard, né le 8 mars 1839 à Pouilly-sous-Charlieu (Loire) et mort le 13 octobre 1894 dans la même ville, est un homme politique français.

## Biographie
Étienne Brossard est né à Pouilly-sous-Charlieu, le 8 mars 1839 de Benoît Brossard, propriétaire, et de Françoise Roux, son épouse.
Il passa par l'École polytechnique et par l'École des mines de Saint-Étienne, et fut envoyé comme ingénieur en Algérie, pour faire dans le département de Constantine des études géologiques. De 1868 à 1870, il fut ingénieur des mines de Malfidana (Sardaigne).
De retour en France, lors de la déclaration de guerre à la Prusse, il prit part à la campagne franco-allemande en qualité de capitaine de mobilisés. Puis il devint conseiller municipal et maire de Pouilly-sous-Charlieu, fut, à cause de ses opinions républicaines, révoqué de ses fonctions municipales par le ministère de Broglie, et se présenta, le 28 février 1876, à la députation. Il fut élu dans la 2e circonscription de Roanne, par 10 680 voix (16 570 votants, 20 849 inscrits), contre 5 824 voix données à Auguste Boullier, conservateur monarchiste.
Étienne Brossard s'inscrivit à la Gauche républicaine, et vota avec ce groupe contre le gouvernement du Seize-Mai. Il fut des 363. Réélu aux élections du 14 octobre 1877, par 10 358 voix sur 17 115 votants et 21 154 inscrits, contre 6 737 à son ancien concurrent, alors candidat officiel, Auguste Boullier, il reprit sa place à la gauche modérée, soutint le ministère Dufaure et la politique opportuniste, vota l'article 7 et l'application des lois existantes, et se prononça contre l'amnistie plénière, pour l'invalidation de l'élection d'Auguste Blanqui.
Il prit part à plusieurs discussions spéciales sur la question des mines : il fut le 13 juillet 1880, rapporteur de la loi portant révision de celle du 21 avril 1810, et déposa, la même année, une proposition de loi tendant à la réorganisation des caisses centrales de pensions et de secours aux ouvriers mineurs. Il fut encore réélu le 21 août 1881, par 10 486 voix (11 473 votants, 21 735 inscrits), donna son suffrage au ministère Ferry, approuva l'expédition du Tonkin, et repoussa la séparation de l'Église et de l'État.
Avant la fin de la législature, M. Brossard quitta la Chambre des députés pour entrer au Sénat. Par 549 voix sur 935 votants, contre 344 à M. Mulsant, il fut nommé sénateur de la Loire, à la place de Charles Cherpin, décédé. Il vota régulièrement avec la majorité de la Chambre haute. Dans la dernière session, M. Brossard s'est prononcé : pour le rétablissement du scrutin uninominal (13 février 1889), pour le projet de loi Lisbonne restrictif de la liberté de la presse (18 février), pour la procédure à suivre devant le Sénat pour juger des attentats contre la sûreté de l'État (29 mars, affaire du général Boulanger).
Il présenta également un certain nombre de rapports concernant notamment les mines, la fabrication des armes et des munitions, les canaux et voies navigables, les emprunts départementaux et les chemins de fer d'intérêt local.
La mort l'enleva prématurément à 55 ans, le 13 octobre 1894, alors qu'il se trouvait dans sa maison de campagne de Pouilly-sous-Charlieu et, dans l'éloge funèbre qu'il prononça le même jour devant le Sénat, le président Challemel-Lacour put rendre hommage à sa personnalité et à ses opinions « qui étaient ni bruyantes, ni sujettes à se modifier beaucoup, mais invariables comme le bon sens et comme la modération qui en étaient le fond ».

## Mandats

### Mandats parlementaires
- 20 février 1876 - 25 juin 1877 : Député de la Loire
- 14 octobre 1877 - 27 octobre 1881 : Député de la Loire
- 21 août 1881 - 9 novembre 1885 : Député de la Loire
- 25 janvier 1885 - 23 octobre 1894 : Sénateur de la Loire

### Mandats locaux
- 1870 - 1874 : Maire de Pouilly-sous-Charlieu
- 1876 - 23 octobre 1894 : Maire de Pouilly-sous-Charlieu
- 1871 - 23 octobre 1894 : Conseiller général du canton de Charlieu

## Œuvre

### Ouvrages
- Essai sur la constitution physique et géologique des régions méditerranéennes de la subdivision de Sétif, 1866.
- Le bassin houiller de la Loire, 1887.
- Les élections et les représentants de la Loire, de 1789 à 1889, 1889.
- L'art roman à Charlieu et en Brionnais, 1892.
- Charlieu pendant la révolution, 1892.
- L'histoire du département de la Loire pendant la Révolution française, 1789-1799, publié à titre posthume.

## Sources
- « Étienne Brossard », dans Adolphe Robert et Gaston Cougny, Dictionnaire des parlementaires français, Edgar Bourloton, 1889-1891 [détail de l’édition]
- « Étienne Brossard », dans le Dictionnaire des parlementaires français (1889-1940), sous la direction de Jean Jolly, PUF, 1960 [détail de l’édition]